# ステップ・アップ3
『ステップ・アップ3』（原題：Step Up 3D）は、2010年8月6日にアメリカ合衆国より公開された青春映画。2006年の映画『ステップ・アップ』の3作目の続編である。
日本では劇場未公開。2011年3月16日に配信され、2012年6月20日にウォルト・ディズニー・ジャパンよりDVD（品番：VWDS2538）が発売されている。

## キャスト
| 役名                 | 俳優                     | 日本語吹き替え |
| -------------------- | ------------------------ | --- |
| ルーク               | リック・マランブリ       | 福田賢二 |
| ナタリー             | シャーニ・ヴィンソン     | 坂本真綾 |
| ムース               | アダム・G・セヴァーニ    | 深津智義 |
| カミール             | アリソン・ストーナー     | 河原木志穂 |
| キド                 | 甲田真理                 | 甲田真理（※本人吹替） |
| ジュリアン           | ジョン・スローター       | 羽多野渉 |
| ケーブル             | ハリー・シャム・Jr.      | 興津和幸 |
| ヘアー               | クリストファー・スコット | 名村幸太朗 |
| ジェイコブ           | キース・ストールワース   | 河本邦弘 |
| その他               | N/A                      | 佐藤せつじ、土田大 金谷ヒデユキ、阪口周平 赤城進、吉田聖子 高倉有加、棟方真梨子 高塚正也、宇垣秀成 片貝薫、高橋英則 深町彩里、大原桃子 |
| 日本語版制作スタッフ |                          | |
| 演出                 | 演出                     | 高桑一 |
| 字幕翻訳             | 字幕翻訳                 | 山本美香 |
| 吹替翻訳             | 吹替翻訳                 | 前田美由紀 |
| 録音・調整           | 録音・調整               | 手塚孝太郎 |
| 録音制作             | 録音制作                 | HALF H・P STUDIO |
| 制作監修             | 制作監修                 | 山本千絵子 |
| 日本語版制作         | 日本語版制作             | Disney Character Voices International, Inc.                                                                                            |

## スタッフ
- 監督：ジョン・チュウ
- 製作：パトリック・ワックスバーガー、エリック・フェイグ、アダム・シャンクマン、ジェニファー・ギブゴット
- 製作総指揮：ボブ・ヘイワード、デヴィッド・ニックセイ、メレディス・ミルトン
- キャラクター創造：デュエイン・アドラー
- 脚本：エイミー・アンデルソン、エミリー・マイヤー
- 撮影：ケン・セング
- プロダクションデザイン：デヴォラ・ハーバート
- 衣装デザイン：カート&バート
- 編集：アンドリュー・マーカス
- 音楽：ベアー・マクレアリー
- 音楽監修：バック・デイモン